# 维韦罗内
维韦罗内（義大利語：Viverone），是意大利比耶拉省的一个市镇。总面积12平方公里，人口1423人，人口密度118.6人/平方公里（2009年）。ISTAT代码为096080。

## 友好城市
- Povljana